# Ayako Kawahara
Ayako Kawahara (jap. 川原亜矢子(かわはら あやこ) Kawahara Ayako) (ur. 5 kwietnia 1971 w Higashiōsace) – japońska modelka i aktorka.

## Życiorys
Jedna z pierwszych supermodelek azjatyckiego pochodzenia, które przebiły się na rynek międzynarodowy, obok: Anny Bayle, Iriny Pantajewy, Navii Nguyen, Jenny Shimizu i Ling Tang.
Karierę w modelingu rozpoczęła w 1990 roku. Przez rok pracowała w Japonii. W 1991 roku wysłano ją do Mediolanu i Paryża. Tam została dostrzeżona przez najlepszych światowych projektantów. Uczestniczyła w pokazach: Chanel, Christiana Lacroix, Johna Galliano, Kenzo, Emanuela Ungaro, Yvesa Saint Laurenta. Brała udział również w paryskich pokazach haute couture, gdzie na wybiegu prezentowała kolekcje Christiana Diora i Niny Ricci.
Wzięła udział w licznych kampaniach reklamowych, m.in.: Coca-Cola, L’Oréal, Max Factor, Nissan i Seiko. Jej mężem jest od 2012 roku Daisuke Sekiguchi.

## Filmografia

### Seriale (J-DRAMA)
- Tokyo Eapoto : Tokyo Kuko Kansei Hoan Bu (Fuji TV 2012) jako Maki Suzuki (ep.10)
- Tokyo Control (Fuji TV 2011) jako Maki Suzuki
- CA to Oyobi! (NTV 2006)
- Sengoku Jieitai (2006)
- Tensai Yanagisawa Kyoju no Seikatsu (Fuji TV 2003)
- Tsuhan-Man (TV Asahi / 2002)
- Sitto no nioi (2001)
- Shomuni 2 (Fuji TV 2000)
- Yamada ikka no shinbô (1999)

### Filmy
- Kiedy Płaczą Cykady: Przysięga (Higurashi no naku koro ni: Chikai) (2009) jako Miyo Takano
- Kiedy Płaczą Cykady (Higurashi no naku koro ni) (2009) jako Miyo Takano
- Shrill Cries of Summer (2008)
- 7 gatsu 24 ka dôri no Kurisumasu (2006) jako Akiko Ando
- Sengoku Jieitai (NTV 2006)
- Tetsujin 28 (2005)
- Mana ni dakarete (2003) jako Nagisa
- Daburusu (2001)
- Taan (2001) jako Yukari
- Shitto no Kaori (2001) jako Saki Masano
- Kitchen (1989)